# Halové mistrovství České republiky v atletice 2023
Halové mistrovství ČR v atletice 2023 se uskutečnilo ve dnech 18.–19. února 2023 v Ostravě-Vítkovicích. 

## Výsledky

### Muži
|                                    | Zlato                                                                          | Výkon         | Stříbro                                                                  | Výkon    | Bronz                                                                   | Výkon    |
| 60 m                               | Zdeněk Stromšík                                                                | 6,59          | Matyáš Koška                                                             | 6,70     | Filip Jarolímek                                                         | 6,72     |
| 200 m                              | Ondřej Macík                                                                   | 20,90         | Jiří Polák                                                               | 20,91    | Eduard Kubelík                                                          | 21,08    |
| 400 m                              | Matěj Krsek                                                                    | 46,14         | Vít Müller                                                               | 46,22    | Jan Tesař                                                               | 46,60    |
| 800 m                              | Daniel Kotyza                                                                  | 1:47,66       | Filip Šnejdr                                                             | 1:48,57  | Jakub Dudycha                                                           | 1:48,72  |
| 1500 m                             | Filip Sasínek                                                                  | 3:40,24       | Jan Friš                                                                 | 3:41,83  | Nico Boketta                                                            | 3:42,07  |
| 3000 m                             | Damián Vích                                                                    | 8:05,59       | Tomáš Habarta                                                            | 8:11,55  | Matěj Hřebačka                                                          | 8:15,01  |
| 60 m př.                           | Petr Svoboda                                                                   | 7,73          | David Ryba                                                               | 7,81     | Štěpán Schubert                                                         | 7,95     |
| 4 × 200 m                          | VSK Univerzita Brno Jakub Toužín Daniel Kotyza David Kovář Jan Václav Ondráček | 1:28,44       | Slavia Praha Dominik Machotka Jakub Hofta Vojtěch Komárek Vojtěch Cihlář | 1:30,44  | SK Kotlářka Praha Jan Zuna Vojtěch Obhlídal František Bucha Jakub Řehák | 1:32,47  |
| Chůze na 5 km Praha 12. února 2023 | Vít Hlaváč                                                                     | 20:17,63 (NR) | Adam Zajíček                                                             | 20:34,03 | Lukáš Gdula                                                             | 20:41,46 |
| Skok do výšky                      | Jan Štefela                                                                    | 2,19          | Josef Adámek                                                             | 2,13     | Martin Vaněk Vít Molva                                                  | 2,01     |
| Skok o tyči                        | David Holý                                                                     | 5,50          | Dan Bárta                                                                | 5,40     | Matěj Ščerba                                                            | 5,30     |
| Skok daleký                        | Radek Juška                                                                    | 7,87          | Petr Meindlschmid                                                        | 7,65     | David Jodl                                                              | 7,33     |
| Trojskok                           | Pavel Halátek                                                                  | 15,20         | Zdeněk Kubát                                                             | 15,03    | Martin Veselý                                                           | 14,76    |
| Vrh koulí                          | Tomáš Staněk                                                                   | 21,43         | Tadeáš Procházka                                                         | 17,45    | Jakub Forejt                                                            | 17,17    |
| Sedmiboj Praha 10.–12. února 2023  | Ondřej Kopecký                                                                 | 6024          | Vilém Stráský                                                            | 5850     | Matyáš Franěk                                                           | 5246     |

### Ženy
|                                    | Zlato                                                                             | Výkon     | Stříbro                                                                        | Výkon    | Bronz                                                                                       | Výkon    |
| 60 m                               | Karolína Maňasová                                                                 | 7,36      | Natálie Kožuškaničová                                                          | 7,38     | Klára Sobotková                                                                             | 7,46     |
| 200 m                              | Lada Vondrová                                                                     | 23,36     | Natálie Kožuškaničová                                                          | 23,73    | Štěpánka Kolářová                                                                           | 23,94    |
| 400 m                              | Tereza Petržilková                                                                | 52,19     | Marcela Pírková                                                                | 52,86    | Nikola Bendová                                                                              | 53,48    |
| 800 m                              | Pavla Štoudková                                                                   | 2:05,32   | Kimberley Ficenec                                                              | 2:05,67  | Adéla Holubová                                                                              | 2:06,37  |
| 1500 m                             | Iveta Rašková                                                                     | 4:27,11   | Jana Matějková                                                                 | 4:27,48  | Pavla Štoudková                                                                             | 4:28,40  |
| 3000 m                             | Soňa Kouřilová                                                                    | 9:38,25   | Anita Žáková                                                                   | 9:39,04  | Barbora Lampová                                                                             | 9:40,78  |
| 60 m př.                           | Helena Jiranová                                                                   | 8,23      | Tereza Elena Šínová                                                            | 8,25     | Tereza Vokálová                                                                             | 8,25     |
| 4 × 200 m                          | AK ŠKODA Plzeň Tereza Petržilková Viktorie Jánská Ema Šefránková Anežka Kárníková | 1:37,36   | Slavia Praha Tereza Marková Barbora Navrátilová Valerie Janků Zuzana Cymbálová | 1:40,29  | Sokol SG Plzeň-Petřín Lucie Zavadilová Anežka Voříšková Barbora Viktorová Veronika Sládková | 1:41,63  |
| Chůze na 3 km Praha 12. února 2023 | Štěpánka Pohlová Kučerová                                                         | 15:12,70  | Klára Hlaváčová                                                                | 15:27,59 | Johana Petříková                                                                            | 15:31,45 |
| Skok do výšky                      | Denisa Pešová                                                                     | 1,85      | Michaela Hrubá                                                                 | 1,85     | Klára Krejčiříková                                                                          | 1,82     |
| Skok o tyči                        | Amálie Švábíková                                                                  | 4,72 (NR) | Zuzana Pražáková                                                               | 4,10     | Nikola Pöschlová                                                                            | 4,00     |
| Skok daleký                        | Michaela Kučerová                                                                 | 6,27      | Barbora Hůlková                                                                | 5,97     | Tereza Elena Šínová                                                                         | 5,87     |
| Trojskok                           | Emma Maštalířová                                                                  | 13,07     | Veronika Skalická                                                              | 13,07    | Michaela Hrubá                                                                              | 12,82    |
| Vrh koulí                          | Adéla Korečková                                                                   | 14,01     | Michaela Trčová                                                                | 13,98    | Blanka Tomášková                                                                            | 13,35    |
| Pětiboj Praha 11.–13. února 2021   | Barbora Zatloukalová                                                              | 4074      | Veronika Nedvědová                                                             | 3901     | Natálie Olivová                                                                             | 3791     |